# Barra do Corda
Barra do Corda è un comune del Brasile nello Stato del Maranhão, parte della mesoregione del Centro Maranhense e della microregione di Alto Mearim e Grajaú.

## Storia

### Clima
Il clima di Barra do Corda è classificato, secondo la classificazione dei climi di Köppen come tropicale con stagione asciutta nel trimestre freddo (Aw), ad estati calde e piovose si alternanno infatti inverni miti e secchi. La piovosità media a Barra do Corda è di 1 122,5 millimetri annuali, con piogge concentrate tra ottobre e aprile, il mese più piovoso è marzo con (218,9 millimetri) e il mese più secco è luglio con (7,8 mm ) il termine di pieno sole è 2 177,2.O mese più caldo è ottobre, quando la temperatura media è di 27,4, e il mese più freddo è luglio, quando la media è di 24,4, quando le temperature sono inferiore a 15 °C.
Secondo l'Istituto Nazionale di Meteorologia (INMET), 1961-2016 la temperatura più bassa registrata a Barra do Corda è stata 10,2 °C il 4 agosto del 1966, e la maggior parte ha raggiunto 40,9 °C il 23 settembre 1962. Le precipitazioni più alto accumulato in 24 ore è stata 198,4 mm il 14 novembre 1971. accumulati altri grandi erano 138,6 millimetri l'8 dicembre del 1988, 126,5 millimetri il 19 febbraio 2007, 126,4 mm il 28 dicembre 2001 e 122,8 millimetri, il 24 dicembre 1999. nell'aprile del 1985, si è osservato il più alto precipitazioni totale in un mese, da 603,8 millimetri. Il contenuto di umidità inferiore dell'aria è stata registrata nel pomeriggio del 14 settembre 1981, solo il 17%.
| Mese                       | Mesi  | Mesi  | Mesi  | Mesi  | Mesi | Mesi | Mesi | Mesi | Mesi | Mesi | Mesi | Mesi  | Stagioni | Stagioni | Stagioni | Stagioni | Anno    |
| Mese                       | Gen   | Feb   | Mar   | Apr   | Mag  | Giu  | Lug  | Ago  | Set  | Ott  | Nov  | Dic   | Est      | Aut      | Inv      | Pri      | Anno    |
| -------------------------- | ----- | ----- | ----- | ----- | ---- | ---- | ---- | ---- | ---- | ---- | ---- | ----- | -------- | -------- | -------- | -------- | ------- |
| T. max. media (°C)         | 30,4  | 30,2  | 30,2  | 30,4  | 30,8 | 31,3 | 32,0 | 33,4 | 34,2 | 33,4 | 33,0 | 31,6  | 30,7     | 30,5     | 32,2     | 33,5     | 31,7    |
| T. min. media (°C)         | 21,5  | 21,6  | 21,8  | 21,7  | 20,9 | 19,5 | 18,7 | 19,1 | 21,1 | 22,1 | 22,2 | 21,9  | 21,7     | 21,5     | 19,1     | 21,8     | 21,0    |
| Precipitazioni (mm)        | 171,2 | 179,7 | 218,9 | 204,3 | 59,4 | 20,0 | 7,8  | 11,4 | 20,7 | 39,6 | 65,9 | 123,6 | 474,5    | 482,6    | 39,2     | 126,2    | 1 122,5 |
| Giorni di pioggia          | 13    | 15    | 15    | 14    | 6    | 3    | 1    | 1    | 3    | 5    | 6    | 10    | 38       | 35       | 5        | 14       | 92      |
| Umidità relativa media (%) | 85    | 87    | 88    | 87    | 84   | 80   | 70   | 65   | 64   | 69   | 72   | 78    | 83,3     | 86,3     | 71,7     | 68,3     | 77,4    |